# Росія тут назавжди

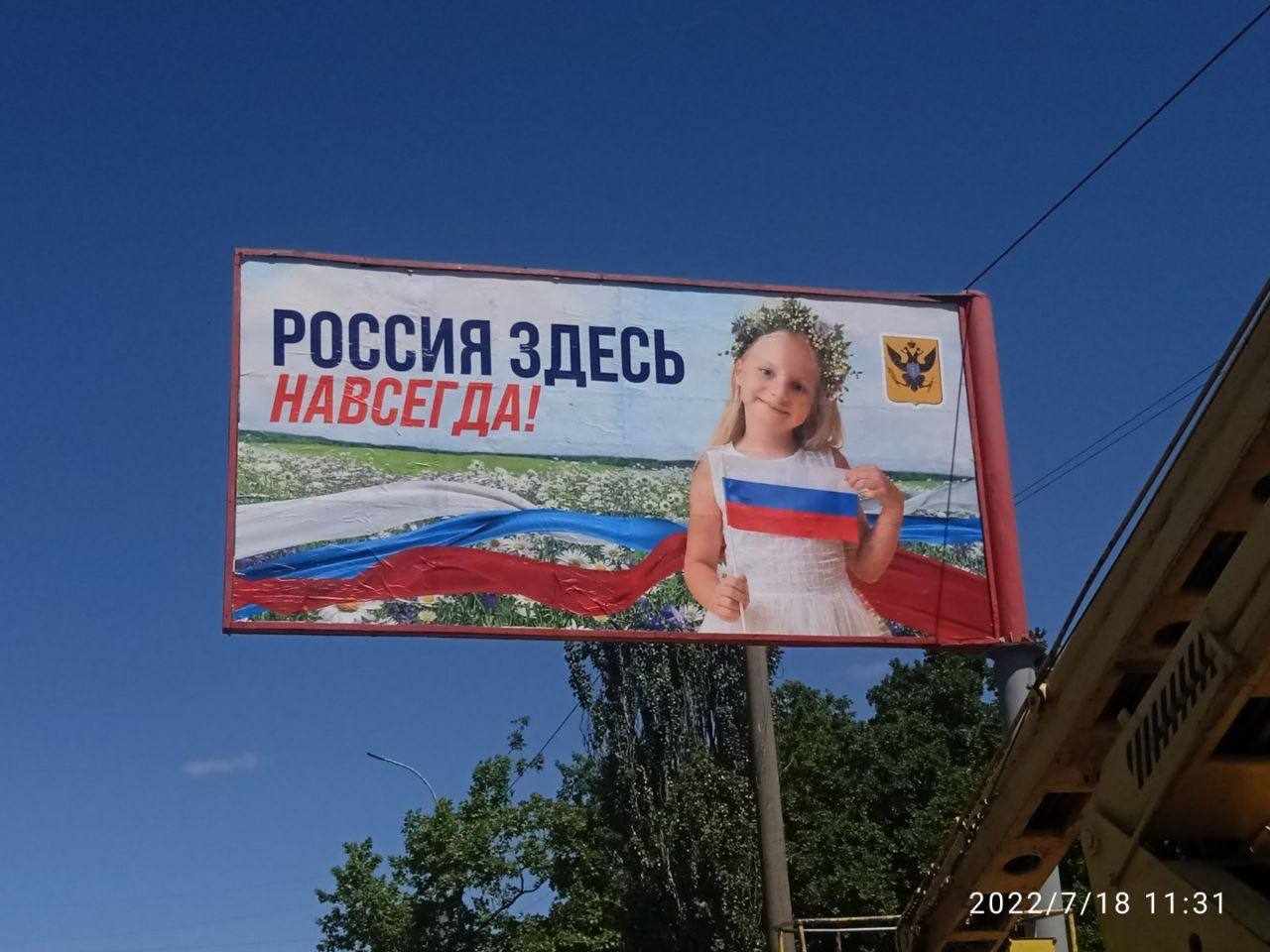
Напис "Росія тут назавжди" на білборді в Херсоні під час окупації

«Росія тут назавжди» (рос. Россия здесь навсегда) — гасло, яке вживає російська влада та пропагандисти для опису окупації територій України. Отримало широке розповсюдження під час повномасштабного вторгнення Росії до України, хоча й використовувалось раніше стосовно Криму.

## Прообраз для плакатів із гаслом
15 травня 2022 року професійний фотограф Анна Пасічник, уродженка Київської області, опублікувала в Instagram фотосесію зі своїм сином Ярославом та його найкращою подругою. На одній із фотографій діти у вишиванках стояли на ріпаковому полі на Київщині, а на іншій безпосередньо Пасічник на тому ж полі обіймає дівчинку. Пасічник розмістила фотосесію на сайті з продажу фотографій Shutterstock із підписом «Діти просять підтримки для України» англійською. Попри це, саме ці кадри з дітьми використовувалися на білбордах із цим гаслом в окупованому Херсоні.
Через кілька тижнів проросійське видання Херсон.ру опублікувало фото білбордів з гаслами «Росія тут назавжди!», «Херсон — навіки з Росією», «Херсон — російське місто». При цьому були використані зображення Анни Пасічник, проте за спиною дітей був зображений прапор Росії, а квіти ріпаку замінили на квіткову галявину. З розмови фотографів Анна дізналася, що її фотографії використовували на пропагандистському білборді. Пасічник нібито отримала 20 центів за продаж фото на Shutterstock, і якби вона знала, що фото куплять представники чинної російської влади, то не продала б його ні за які гроші.
Російська служба Бі-Бі-Сі повідомляє, що плакати з дитиною фотографа було опубліковано у Херсоні після 18 липня. Загалом у схожому стилі було зроблено три білборди. Видання виявило білборди з використанням фотографій Анни Пасічник на Новій Каховці. 24 серпня, у День Незалежності України, Анна Пасічник опублікувала в Instagram пост, у якому відкрито висловилася проти використання її фотографій в окупованому Херсоні.

## Хронологія використання
Гасло вживалося ще до вторгнення Росії на Україну щодо Криму. Наприклад 4 листопада 2021 року, у День народної єдності, президент Росії Володимир Путін зазначив, що Крим і Севастополь тепер назавжди з Росією, тому що «така суверенна, вільна і непохитна воля всього російського народу».
Представники російської влади на різних рівнях неодноразово запевняли як росіян, так і жителів окупованих українських територій, що Росія там назавжди:
- 6 травня — секретар генради «Єдиної Росії» Андрій Турчак у зверненні до жителів Херсонської області сказав, що Росія тут назавжди та що «у цьому не повинно бути жодних сумнівів»[5][6][7].
- 2 червня — голова військово-цивільної адміністрації Херсонської області Володимир Сальдо повідомив, що дії органів влади та військових, які перебувають на території Херсонської області, «ясно дають зрозуміти», що в регіоні «вже назавжди встановлено владу Російської Федерації»[6].
- 8 червня — заступник голови адміністрації президента Росії Сергій Кирієнко повідомив, що Росія починає підготовку до референдумів в Україні[8].
- 18 червня — голова виконкому «Єдиної Росії» Олександр Сидякін[ru] заявив, що на окупованих територіях України незабаром почнуть видавати паспорти[9].
- 6 липня — Турчак зазначив, що Росія з окупованих регіонів нікуди не піде[9].
- 24 вересня — заступник голови військово-цивільної адміністрації Херсонської області Кирило Стремоусов заявив, що Херсонська область ніколи не повернеться до складу України[6].
- 30 вересня — президент Росії Володимир Путін, виступаючи на церемонії анексії Росією чотирьох нових територій, заявив: «Хочу, щоб мене почула київська влада та їх реальні господарі на Заході, щоб це запам'ятали всі — люди, які живуть у Луганську та Донецьку, Херсоні та Запоріжжі, стають нашими громадянами назавжди»[6][10].
- 4 листопада — у День народної єдності голова Херсонської військово-цивільної адміністрації Олександр Кобець пообіцяв: «Російське місто ніхто і ніколи не здаватиме. Русские не сдаются[ru]!»[6].
- 9 листопада — вечірні новини російських державних телеканалів почалися з доповіді командувача російського угрупування в Україні Сергія Суровікіна міністру оборони Росії Сергію Шойгу[10]. Того ж дня у зверненні до херсонців призначена Росією міська військово-цивільна адміністрація зазначила, що  «Херсон — невіддільна частина Російської Федерації,  [І] здавати чи віддавати російське місто ніхто і ніколи не буде»[6].

З травня на вулицях Херсона з'явилися плакати, що Росія повертається назавжди. Іноді ці гасла супроводжувалися зображеннями російських героїв XVIII століття на згадку про заснування Херсона як міста-фортеці в 1778 імператрицею Росії Катериною II. У серпні в Херсоні були розвішені плакати із твердженням «Херсон навіки з Росією».
11 листопада 2022 Міноборони РФ повідомило, що всі російські військові, які знаходилися на правому березі Дніпра, виведені на лівий берег. У зв'язку з цим у Херсоні стали зриватися банери із зображенням дівчинки, російського триколору та написом «Росія тут назавжди». Військовий експерт із Росії зі Шведського агентства оборонних досліджень у Стокгольмі Йохан Норберг повідомив: «Це величезний політичний провал для Росії. Ця територія була анексована всього шість чи сім тижнів тому — ви пам'ятаєте ці гасла „Росія тут назавжди“ і таке інше, — і тепер від неї відмовляються».